# Anthony Keck

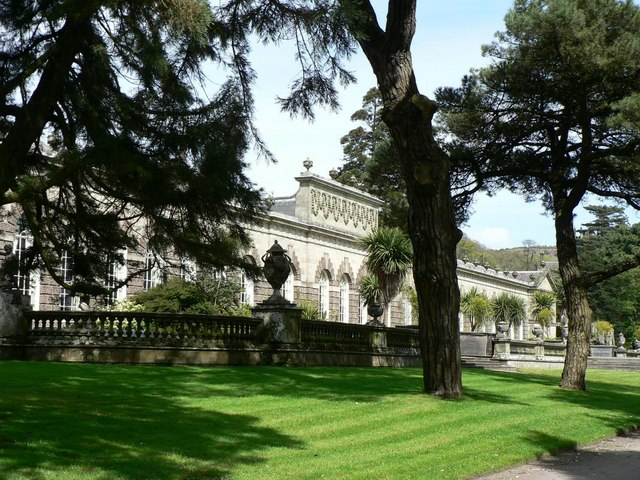
L'Orangerie de Margam Park - L'œuvre la plus importante de Keck

Anthony Keck (1726–1797) est un architecte britannique du XVIIIe siècle avec une vaste pratique dans le Gloucestershire, le Worcestershire, le Herefordshire et le sud du Pays de Galles.

## Biographie
Keck est né à Randwick, Gloucestershire en 1726. Il conçoit dans le "style néoclassique austère de la fin du XVIIIe siècle et est un disciple provincial de Robert Adam".
Il meurt à Kings Stanley, Gloucestershire, le village où il a son atelier pendant la majeure partie de sa vie, le 4 octobre 1797 à l'âge de soixante-dix ans à Beech House dans le village, la maison qu'il a en partie conçue pour lui-même et est enterré dans l'église Saint-Georges.
Keck est crédité de la conception d'une cinquantaine de maisons de campagne dans le sud-ouest de l'Angleterre et du sud du Pays de Galles.
Le travail de Keck ne se limite pas aux maisons de campagne, et porte aussi sur les églises, telles que Old St. Martin's, Worcestershire et St. Peter and St. Paul's, Upton-upon-Severn, avec sa célèbre lanterne et sa coupole et les bâtiments publics, tels que l'Infirmerie Royale de Worcester et les contributions au canal Stroudwater.

## Galerie d'œuvres architecturales

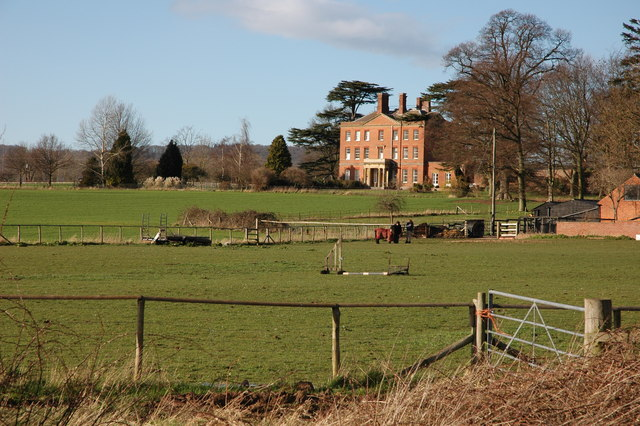
Burghill Court
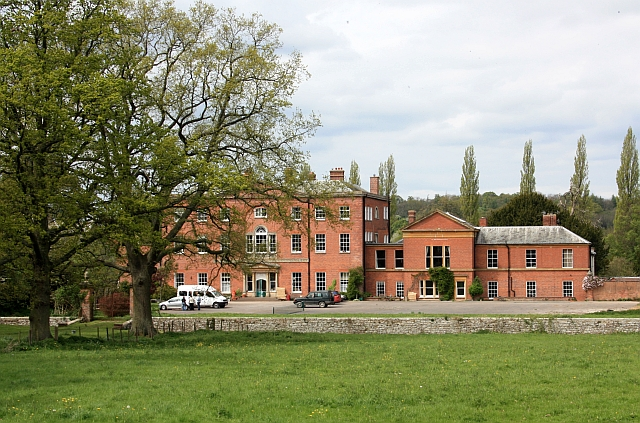
Canon Frome Court
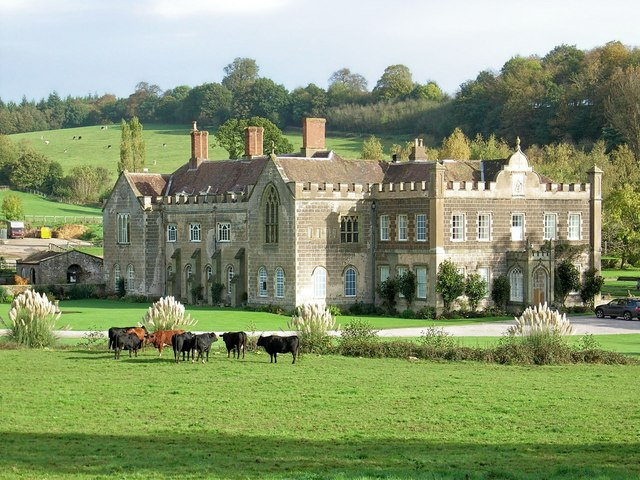
Abbaye de Flaxley
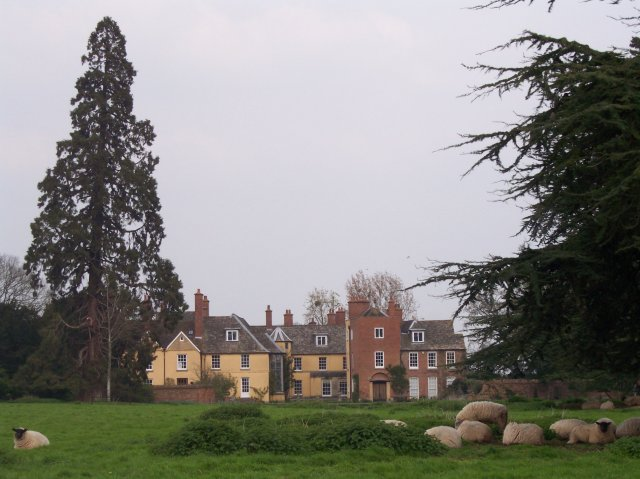
Forthampton Court
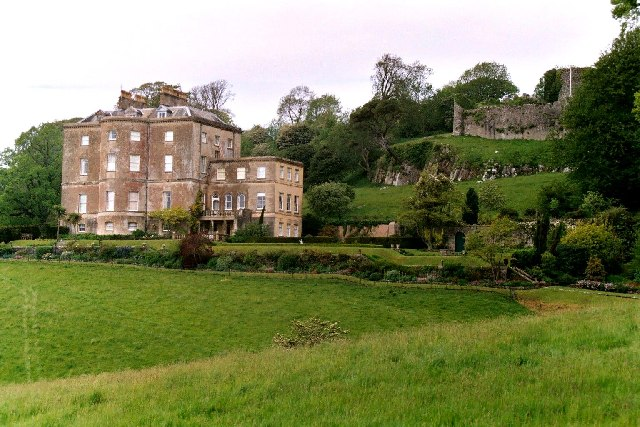
Château de Penrice
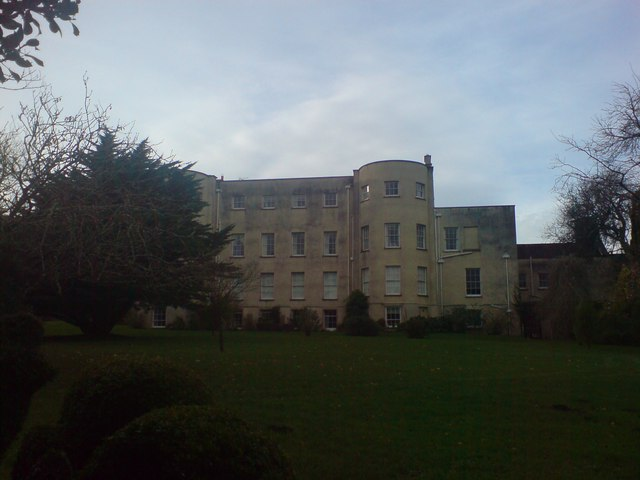
Slebech Park
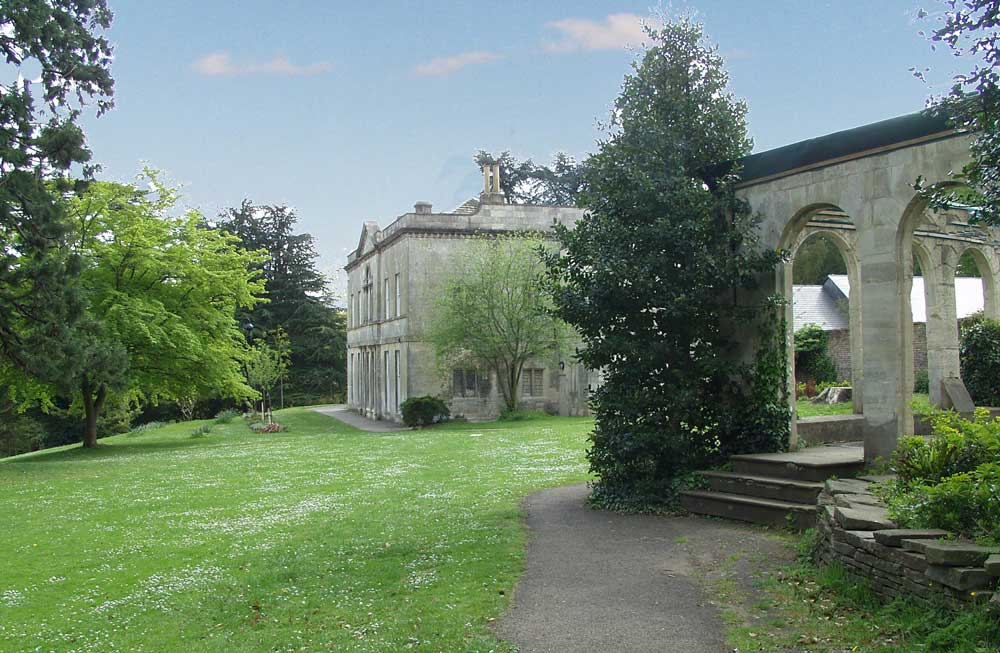
Stratford Park
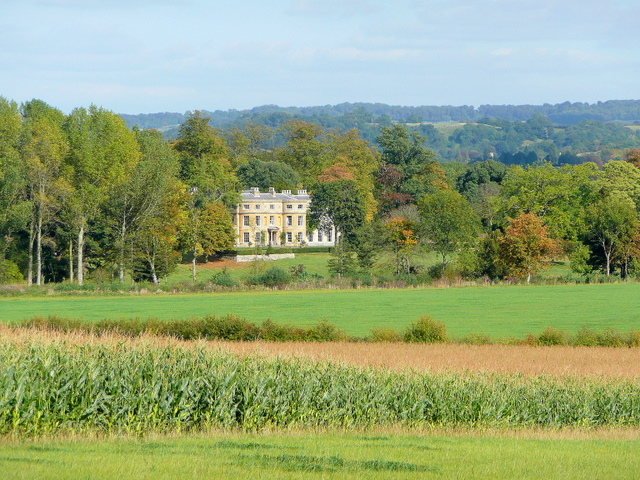
Grange de Wormington
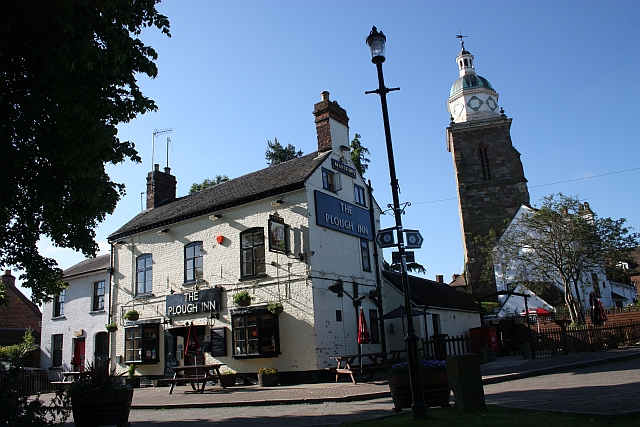
La tour de St Peter et St Paul, Upton-upon-Severn
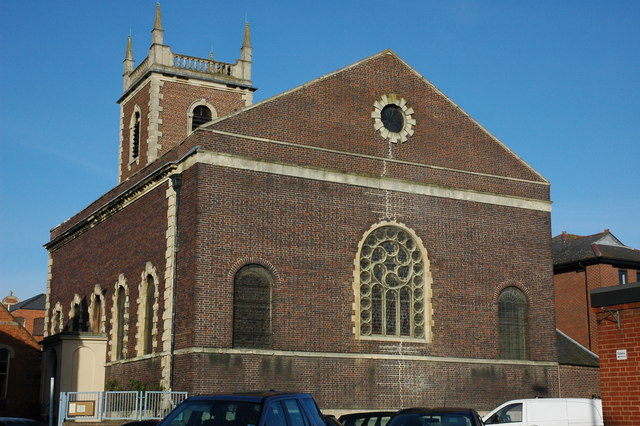
Ancienne église Saint-Martin, Worcester